# اوبنرو
اوبِنرو (به لاتین: Aabenraa یا Åbenrå؛ تلفظ دانمارکی: [ɔ:bənˈʁɔ:ˀ]) یک شهرک در دانمارک است که در استان سوددانمارک واقع شده‌است. اوبنرو ۱۵٬۸۱۴ نفر جمعیت دارد.

## خواهرخوانده
شهر کالتن‌کیرشه خواهرخواندهٔ اوبنرو هست.